# Saison 2008-2009 de la LHOu
Saison précédente Saison suivante
La saison 2008-2009 est la 43e saison de hockey sur glace de la Ligue de hockey de l'Ouest. Les Rockets de Kelowna remporte la Coupe Ed Chynoweth en battant les Hitmen de Calgary en série éliminatoire. 

## Saison régulière
Avant le début de la saison régulière, le commissaire de la ligue Ron Robison annonce que la saison 2008-2009 est dédiée à la mémoire de l'ancien président de la ligue, mr. Ed Chynoweth, mort le 22 avril 2008; ainsi, tout au long de la saison, les joueurs porterons sur leur casque protecteur les initiales « E.C. » en l'honneur de celui qui fut un des principaux bâtisseurs du hockey junior au Canada et qui fut durant plus de quatre décennies le président de la LHOu ainsi que de la Ligue canadienne de hockey. L'année précédente, la ligue avait changé le nom de la coupe remise à l'équipe championne des séries éliminatoires pour la rebaptiser au nom de ce pionnier.
Dates importantes :
- 17 juin 2008 : l'ancien président de la ligue Ed Chynoweth est intronisé au Temple de la renommée du hockey.
- 20 et 21 juin 2008 : 37 joueurs de la LHOu se voient être réclamés lors du repêchage de la LNH.
- 7 juillet 2008 : les villes de Regina et de Saskatoon en Saskatchewan sont retenues pour être les hôtes du Championnat du monde junior de 2010.
- 15 octobre 2008 : la LCH annonce que les Wheat Kings de Brandon seront l'équipe hôte du tournoi de la Coupe Memorial de 2010.

### Classement
| Division Est             | PJ | V  | D  | DP | DF | Pts | BP  | BC  | Rang |
| ------------------------ | -- | -- | -- | -- | -- | --- | --- | --- | ---- |
| Blades de Saskatoon      | 72 | 49 | 18 | 3  | 2  | 283 | 195 | 103 | 2    |
| Wheat Kings de Brandon   | 72 | 48 | 19 | 3  | 2  | 295 | 220 | 101 | 3    |
| Broncos de Swift Current | 72 | 42 | 28 | 1  | 1  | 258 | 220 | 86  | 4    |
| Raiders de Prince Albert | 72 | 31 | 36 | 4  | 1  | 233 | 270 | 67  | 9    |
| Pats de Regina           | 72 | 27 | 39 | 1  | 5  | 228 | 265 | 60  | 10   |
| Warriors de Moose Jaw    | 72 | 19 | 50 | 1  | 2  | 198 | 352 | 41  | 12   |

| Division Centrale        | PJ | V  | D  | DP | DF | Pts | BP  | BC  | Rang |
| ------------------------ | -- | -- | -- | -- | -- | --- | --- | --- | ---- |
| Hitmen de Calgary        | 72 | 59 | 9  | 3  | 1  | 330 | 159 | 122 | 1    |
| Tigers de Medicine Hat   | 72 | 36 | 29 | 4  | 3  | 249 | 242 | 79  | 5    |
| Ice de Kootenay          | 72 | 35 | 29 | 2  | 6  | 220 | 224 | 78  | 6    |
| Hurricanes de Lethbridge | 72 | 35 | 32 | 3  | 2  | 227 | 228 | 75  | 7    |
| Oil Kings d'Edmonton     | 72 | 29 | 34 | 4  | 5  | 191 | 252 | 67  | 8    |
| Rebels de Red Deer       | 72 | 25 | 37 | 1  | 9  | 172 | 250 | 60  | 11   |

| Division B.C.            | PJ | V  | D  | DP | DF | Pts | BP  | BC  | Rang |
| ------------------------ | -- | -- | -- | -- | -- | --- | --- | --- | ---- |
| Giants de Vancouver      | 72 | 57 | 10 | 2  | 3  | 319 | 151 | 119 | 1    |
| Rockets de Kelowna       | 72 | 47 | 21 | 1  | 3  | 267 | 178 | 98  | 3    |
| Blazers de Kamloops      | 72 | 33 | 33 | 2  | 4  | 242 | 277 | 72  | 6    |
| Cougars de Prince George | 72 | 25 | 44 | 0  | 3  | 188 | 298 | 53  | 8    |
| Bruins de Chilliwack     | 72 | 19 | 46 | 2  | 5  | 154 | 267 | 45  | 9    |

| Division U.S.            | PJ | V  | D  | DP | DF | Pts | BP  | BC  | Rang |
| ------------------------ | -- | -- | -- | -- | -- | --- | --- | --- | ---- |
| Americans de Tri-City    | 72 | 49 | 20 | 0  | 3  | 263 | 184 | 101 | 2    |
| Chiefs de Spokane        | 72 | 46 | 23 | 0  | 3  | 244 | 145 | 95  | 4    |
| Thunderbirds de Seattle  | 72 | 35 | 32 | 1  | 4  | 222 | 234 | 75  | 5    |
| Silvertips d'Everett     | 72 | 27 | 36 | 7  | 2  | 199 | 259 | 63  | 7    |
| Winter Hawks de Portland | 72 | 19 | 48 | 3  | 2  | 176 | 288 | 43  | 10   |

### Meilleurs pointeurs
| Joueur               | Équipe        | PJ | B  | A  | Pts | Pun |
| -------------------- | ------------- | -- | -- | -- | --- | --- |
| Casey Pierro-Zabotel | Vancouver     | 72 | 36 | 79 | 115 | 52  |
| Brandon Kozun        | Calgary       | 72 | 40 | 68 | 108 | 58  |
| Brett Sonne          | Calgary       | 62 | 48 | 52 | 100 | 58  |
| Evander Kane         | Vancouver     | 61 | 48 | 48 | 96  | 89  |
| Justin Bernhardt     | Prince Albert | 72 | 35 | 57 | 92  | 104 |
| Colin Long           | Kelowna       | 68 | 33 | 58 | 91  | 28  |
| Brayden Schenn       | Brandon       | 70 | 32 | 56 | 88  | 82  |
| Joel Broda           | Calgary       | 67 | 53 | 34 | 87  | 64  |
| C. J. Stretch        | Kamloops      | 72 | 29 | 57 | 86  | 72  |
| Tyler Ennis          | Medicine Hat  | 61 | 43 | 42 | 85  | 21  |

## Séries éliminatoires
|  | Huitièmes de finale      | Huitièmes de finale      |                        |   | Quarts de finale | Quarts de finale |  |  | Demi-finales | Demi-finales |  |  | Finale | Finale |
|  | Huitièmes de finale      | Huitièmes de finale      |                        |   | Quarts de finale | Quarts de finale |  |  | Demi-finales | Demi-finales |  |  | Finale | Finale |
|  |                          |                          |                        |   |                  |                  |  |  |              |              |  |  |        |        |
|  |                          |                          |                        |   |                  |                  |  |  |              |              |  |  |        |        |
|  |                          |                          |                        |   |                  |                  |  |  |              |              |  |  |        |        |
|  | Hitmen de Calgary        | 4                        |                        |   |                  |                  |  |  |              |              |  |  |        |        |
|  | Hitmen de Calgary        | 4                        |                        |   |                  |                  |  |  |              |              |  |  |        |        |
|  | Oil Kings d'Edmonton     | 0                        |                        |   |                  |                  |  |  |              |              |  |  |        |        |
|  | Oil Kings d'Edmonton     | 0                        | Hitmen de Calgary      | 4 |                  |                  |  |  |              |              |  |  |        |        |
|  |                          |                          | Hitmen de Calgary      | 4 |                  |                  |  |  |              |              |  |  |        |        |
|  |                          | Hurricanes de Lethbridge | 0                      |   |                  |                  |  |  |              |              |  |  |        |        |
|  | Blades de Saskatoon      | Hurricanes de Lethbridge | 0                      | 3 |                  |                  |  |  |              |              |  |  |        |        |
|  | Blades de Saskatoon      |                          |                        | 3 |                  |                  |  |  |              |              |  |  |        |        |
|  | Hurricanes de Lethbridge | 4                        |                        |   |                  |                  |  |  |              |              |  |  |        |        |
|  | Hurricanes de Lethbridge | 4                        | Hitmen de Calgary      | 4 |                  |                  |  |  |              |              |  |  |        |        |
|  |                          |                          | Hitmen de Calgary      | 4 |                  |                  |  |  |              |              |  |  |        |        |
|  |                          | Wheat Kings de Brandon   | 0                      |   |                  |                  |  |  |              |              |  |  |        |        |
|  | Wheat Kings de Brandon   | Wheat Kings de Brandon   | 0                      | 4 |                  |                  |  |  |              |              |  |  |        |        |
|  | Wheat Kings de Brandon   |                          |                        | 4 |                  |                  |  |  |              |              |  |  |        |        |
|  | Ice de Kootenay          | 0                        |                        |   |                  |                  |  |  |              |              |  |  |        |        |
|  | Ice de Kootenay          | 0                        | Wheat Kings de Brandon | 4 |                  |                  |  |  |              |              |  |  |        |        |
|  |                          |                          | Wheat Kings de Brandon | 4 |                  |                  |  |  |              |              |  |  |        |        |
|  |                          | Tigers de Medicine Hat   | 0                      |   |                  |                  |  |  |              |              |  |  |        |        |
|  | Broncos de Swift Current | Tigers de Medicine Hat   | 0                      | 3 |                  |                  |  |  |              |              |  |  |        |        |
|  | Broncos de Swift Current |                          |                        | 3 |                  |                  |  |  |              |              |  |  |        |        |
|  | Tigers de Medicine Hat   | 4                        |                        |   |                  |                  |  |  |              |              |  |  |        |        |
|  | Tigers de Medicine Hat   | 4                        | Hitmen de Calgary      | 2 |                  |                  |  |  |              |              |  |  |        |        |
|  |                          |                          | Hitmen de Calgary      | 2 |                  |                  |  |  |              |              |  |  |        |        |
|  |                          | Rockets de Kelowna       | 4                      |   |                  |                  |  |  |              |              |  |  |        |        |
|  | Giants de Vancouver      | Rockets de Kelowna       | 4                      | 4 |                  |                  |  |  |              |              |  |  |        |        |
|  | Giants de Vancouver      |                          |                        | 4 |                  |                  |  |  |              |              |  |  |        |        |
|  | Cougars de Prince George | 0                        |                        |   |                  |                  |  |  |              |              |  |  |        |        |
|  | Cougars de Prince George | 0                        | Giants de Vancouver    | 4 |                  |                  |  |  |              |              |  |  |        |        |
|  |                          |                          | Giants de Vancouver    | 4 |                  |                  |  |  |              |              |  |  |        |        |
|  |                          | Chiefs de Spokane        | 3                      |   |                  |                  |  |  |              |              |  |  |        |        |
|  | Chiefs de Spokane        | Chiefs de Spokane        | 3                      | 4 |                  |                  |  |  |              |              |  |  |        |        |
|  | Chiefs de Spokane        |                          |                        | 4 |                  |                  |  |  |              |              |  |  |        |        |
|  | Thunderbirds de Seattle  | 1                        |                        |   |                  |                  |  |  |              |              |  |  |        |        |
|  | Thunderbirds de Seattle  | 1                        | Giants de Vancouver    | 2 |                  |                  |  |  |              |              |  |  |        |        |
|  |                          |                          | Giants de Vancouver    | 2 |                  |                  |  |  |              |              |  |  |        |        |
|  |                          | Rockets de Kelowna       | 4                      |   |                  |                  |  |  |              |              |  |  |        |        |
|  | Americans de Tri-City    | Rockets de Kelowna       | 4                      | 4 |                  |                  |  |  |              |              |  |  |        |        |
|  | Americans de Tri-City    |                          |                        | 4 |                  |                  |  |  |              |              |  |  |        |        |
|  | Silvertips d'Everett     | 1                        |                        |   |                  |                  |  |  |              |              |  |  |        |        |
|  | Silvertips d'Everett     | 1                        | Americans de Tri-City  | 2 |                  |                  |  |  |              |              |  |  |        |        |
|  |                          |                          | Americans de Tri-City  | 2 |                  |                  |  |  |              |              |  |  |        |        |
|  |                          | Rockets de Kelowna       | 4                      |   |                  |                  |  |  |              |              |  |  |        |        |
|  | Rockets de Kelowna       | Rockets de Kelowna       | 4                      | 4 |                  |                  |  |  |              |              |  |  |        |        |
|  | Rockets de Kelowna       |                          |                        | 4 |                  |                  |  |  |              |              |  |  |        |        |
|  | Blazers de Kamloops      | 0                        |                        |   |                  |                  |  |  |              |              |  |  |        |        |
|  | Blazers de Kamloops      | 0                        |                        |   |                  |                  |  |  |              |              |  |  |        |        |

## Honneurs et trophées
- Trophée Scotty-Munro, remis au champion de la saison régulière : Hitmen de Calgary.
- Trophée commémoratif des quatre Broncos, remis au meilleur joueur : Brett Sonne, Hitmen de Calgary.
- Trophée Daryl-K.-(Doc)-Seaman, remis au meilleur joueur étudiant : Stefan Elliott, Blades de Saskatoon.
- Trophée Bob-Clarke, remis au meilleur pointeur : Casey Pierro-Zabotel, Giants de Vancouver.
- Trophée Brad-Hornung, remis au joueur ayant le meilleur esprit sportif : Tyler Ennis, Tigers de Medicine Hat.
- Trophée commémoratif Bill-Hunter, remis au meilleur défenseur : Jonathon Blum, Giants de Vancouver.
- Trophée Jim-Piggott, remis à la meilleure recrue : Brett Connolly, Cougars de Prince George.
- Trophée Del-Wilson, remis au meilleur gardien : Chet Pickard, Americans de Tri-City.
- Trophée Dunc-McCallum, remis au meilleur entraîneur : Don Hay, Giants de Vancouver.
- Trophée Lloyd-Saunders, remis au membre exécutif de l'année : Kelly Kisio, Hitmen de Calgary.
- Trophée Allen-Paradice, remis au meilleur arbitre : Chris Savage.
- Trophée St. Clair Group, remis au meilleur membre des relations publique : Mike Bortolussi, Tigers de Medicine Hat.
- Trophée Doug-Wickenheiser, remis au joueur ayant démontré la meilleure implication auprès de sa communauté : Taylor Procyshen, Americans de Tri-City.
- Trophée plus-moins de la WHL, remis au joueur ayant le meilleur ratio +/- : Paul Postma, Hitmen de Calgary.
- Trophée airBC, remis au meilleur joueur en série éliminatoire : Tyler Myers, Rockets de Kelowna.

### Équipes d'étoiles
| Première équipe      | Première équipe         | Position | Deuxième équipe  | Deuxième équipe       |
| Joueur               | Équipe                  | Position | Joueur           | Équipe                |
| -------------------- | ----------------------- | -------- | ---------------- | --------------------- |
| Chet Pickard         | Americans de Tri-City   | G        | Dustin Tokarski  | Chiefs de Spokane     |
| Jonathon Blum        | Giants de Vancouver     | D        | Tyler Myers      | Rockets de Kelowna    |
| Thomas Hickey        | Thunderbirds de Seattle | D        | Brent Regner     | Giants de Vancouver   |
| Casey Pierro-Zabotel | Giants de Vancouver     | A        | Drayson Bowman   | Chiefs de Spokane     |
| Jamie Benn           | Rockets de Kelowna      | A        | Colin Long       | Rockets de Kelowna    |
| Evander Kane         | Giants de Vancouver     | A        | Taylor Procyshen | Americans de Tri-City |

| Première équipe | Première équipe        | Position | Deuxième équipe  | Deuxième équipe          |
| Joueur          | Équipe                 | Position | Joueur           | Équipe                   |
| --------------- | ---------------------- | -------- | ---------------- | ------------------------ |
| Braden Holtby   | Blades de Saskatoon    | G        | Martin Jones     | Hitmen de Calgary        |
| Paul Postma     | Hitmen de Calgary      | D        | Michael Stone    | Hitmen de Calgary        |
| Keith Aulie     | Wheat Kings de Brandon | D        | John Negrin      | Broncos de Swift Current |
| Brett Sonne     | Hitmen de Calgary      | A        | Joel Broda       | Hitmen de Calgary        |
| Brandon Kozun   | Hitmen de Calgary      | A        | Justin Bernhardt | Raiders de Prince Albert |
| Tyler Ennis     | Tigers de Medicine Hat | A        | Brayden Schenn   | Wheat Kings de Brandon   |